# Yan Brice Eteki
Yan Brice Eteki (Yaoundé, 26 agosto 1997) è un calciatore camerunese, centrocampista del Noah.

## Caratteristiche tecniche
Mediano dotato di un buon fisico, abile nella fase difensiva.

## Carriera

### Club
Arrivato nel settore giovanile del Siviglia nel dicembre del 2012, ha debuttato con la seconda squadra del club andaluso il 22 febbraio 2015, nella partita vinta per 2-0 contro il FC Cartagena. L’11 dicembre firma il primo contratto professionistico, valido fino al 2018; promosso stabilmente in rosa dalla stagione successiva, il 20 gennaio 2017 prolunga fino al 2019.
Il 23 agosto 2018, dopo la retrocessione in Segunda División B, passa a titolo gratuito all'Almería, con cui firma un biennale.
Il 17 luglio 2019 viene riacquistato dal Siviglia, che il giorno dopo lo cede al Granada, con cui si lega fino al 2022.
Il 19 luglio 2022, dopo non avere rinnovato il proprio contratto con gli andalusi, viene acquistato dai portoghesi del Casa Pia.
Il 29 gennaio 2023 viene ceduto in prestito all'FC Cartagena.
Nel 2024 si trasferisce nella prima divisione armena al Noah, con cui prende anche parte alla fase finale della UEFA Conference League 2024-2025.

### Nazionale
Dopo aver precedentemente giocato anche in Under-23, nel 2020 ha esordito in nazionale maggiore.

## Statistiche

### Presenze e reti nei club
Statistiche aggiornate al 19 luglio 2019.
| Stagione                | Squadra                 | Campionato              | Campionato | Campionato | Coppe nazionali | Coppe nazionali | Coppe nazionali | Coppe continentali | Coppe continentali | Coppe continentali | Altre coppe | Altre coppe | Altre coppe | Totale | Totale |
| Stagione                | Squadra                 | Comp                    | Pres       | Reti       | Comp            | Pres            | Reti            | Comp               | Pres               | Reti               | Comp        | Pres        | Reti        | Pres   | Reti   |
| ----------------------- | ----------------------- | ----------------------- | ---------- | ---------- | --------------- | --------------- | --------------- | ------------------ | ------------------ | ------------------ | ----------- | ----------- | ----------- | ------ | ------ |
| 2014-2015               | Sevilla Atlético        | SDB                     | 1          | 0          | -               | -               | -               | -                  | -                  | -                  | -           | -           | -           | 1      | 0      |
| 2015-2016               | Sevilla Atlético        | SDB                     | 1          | 0          | -               | -               | -               | -                  | -                  | -                  | -           | -           | -           | 1      | 0      |
| 2016-2017               | Sevilla Atlético        | SD                      | 38         | 1          | -               | -               | -               | -                  | -                  | -                  | -           | -           | -           | 38     | 1      |
| 2017-2018               | Sevilla Atlético        | SD                      | 30         | 0          | -               | -               | -               | -                  | -                  | -                  | -           | -           | -           | 30     | 0      |
| Totale Sevilla Atlético | Totale Sevilla Atlético | Totale Sevilla Atlético | 70         | 1          |                 | -               | -               |                    | -                  | -                  |             | -           | -           | 70     | 1      |
| 2018-2019               | Almería                 | SD                      | 31         | 0          | CR              | 2               | 0               | -                  | -                  | -                  | -           | -           | -           | 33     | 0      |
| 2019-2020               | Granada                 | PD                      | 0          | 0          | CR              | 0               | 0               | -                  | -                  | -                  | -           | -           | -           | 0      | 0      |
| Totale carriera         | Totale carriera         | Totale carriera         | 101        | 1          |                 | 2               | 0               |                    | -                  | -                  |             | -           | -           | 103    | 1      |

## Palmarès

### Club

#### Competizioni nazionali
- Campionato armeno: 1

Noah: 2024-2025
- Coppa d'Armenia: 1

Noah: 2024-2025